# Méfiez-vous des blondes
Pour l’article homonyme, voir Méfiez-vous des blondes (film, 1928).
Pour plus de détails, voir Fiche technique et Distribution.
Méfiez-vous des blondes est un film français réalisé par André Hunebelle, sorti en 1950

## Synopsis
Une enquête du journaliste Georges Masse et de son fidèle P'tit Louis, déclenchée par le meurtre d'une femme qui connaissait les noms des chefs d'un réseau de drogue. D'abord soupçonné, Masse fait une fois encore éclater la vérité avec son humour crépitant et trépidant.

## Fiche technique
- Titre original : Méfiez-vous des blondes
- Réalisation : André Hunebelle
- Assistants réalisateurs : Jacques Garcia, Pierre Robin
- Scénario, adaptation et dialogues : Michel Audiard
- Décors : Lucien Carré, assisté de Jean Gallaud et Jacques Pierreux
- Costumes : Robes de Jacques Heim, Chapeaux et coiffures de Gilbert Orcel
- Photographie : Maurice Barry
- Opérateur : Jean Lallier, assisté de Max Lechevallier et Georges Lepage
- Son : René-Christian Forget
- Montage : Jean Feyte, assistée de Jacqueline Givord
- Musique : Jean Marion
- Parolier de la chanson : Jean Halain
- Régisseur général : Roger Boulay
- Photographe de plateau : Guy André
- Ensemblier : Roger Bad
- Maquillage : Marcel Rey
- Script-girl : Denise Gaillard
- Directeur de production : Paul Cadéac
- Secrétaire de production : Charlotte Choquer
- Production : André Hunebelle
- Société de production : Production Artistique et Cinématographique, Pathé Cinéma
- Société de distribution : Pathé Consortium Cinéma
- Pays d'origine :  France
- Langue originale : français
- Tournage aux studios Franstudio et Francoeur (scènes de cabaret tournées au club de l'opéra)
- Tirage : Laboratoire G.T.C
- Format : noir et blanc — 35 mm — 1,37:1 — son Mono (Système sonore Western Electric)
- Genre : film policier, comédie
- Durée : 107 minutes
- Date de sortie : 
  - France : 24 novembre 1950
- Visa d'exploitation : 9505

## Distribution
- Martine Carol : Olga Schneider
- Raymond Rouleau : Georges Masse, le journaliste
- Bernard Lajarrige : P'tit louis, le photographe
- Noël Roquevert : Le commissaire Bénard
- Yves Vincent : Luigi Costelli
- Robert Arnoux : Le directeur de "France-Midi"
- Ky Duyen : Mr Doux, le barman pédicure
- Henri Crémieux : Mr Dubois
- Louis Bugette : Le tueur
- Pierre Destailles : Le voyageur
- Robert Le Béal : Un autre tueur
- Titys : Un journaliste
- Marcel Loche : Le capitaine des pompiers
- Claude Farell : Suzanne Wilson
- Françoise Lugagne : Janine Lambert
- Espanita Cortez : La danseuse Espagnole
- Anny Flore : La chanteuse
- Monique Darbaud : la danseuse be-bop
- Anne-Marie Duverney : Anne-Marie
- Madeleine Barbulée : Mme Dubois
- Jacqueline Joubert : Une secrétaire du journal
- Tounsi : Un serveur chinois au "Fleuve Bleu"
- Gérard Buhr : Un journaliste
- Georgette Anys : Une sténo du journal
- Max Rogerys
- Tania Soucault
- Claude Garbe
- Liliane Ernout
- Claude Winter
- Monique Nicolas
- Catherine Fath
- Martine Arden
- Simone Delamare

## Autour du film
- Le personnage de Georges Masse apparaîtra dans deux autres films d'André Hunebelle : Mission à Tanger (en 1949) et Massacre en dentelles (en 1952), à chaque fois interprété par Raymond Rouleau